# 尼尔·舒宾
尼尔·舒宾（英語：Neil Shubin，1960年12月22日—）是一位美国古生物学家和演化生物学家，芝加哥大学教授，菲爾德自然史博物館馆长，知名于发现了罗丝提塔利克鱼（学名Tiktaalik roseae），主要作品有《解码40亿年生命史 : 从化石到DNA》（Some Assembly Required: Decoding Four Billion Years of Life, from Ancient Fossils to DNA）、《我們的身體裡有一條魚》（Your Inner Fish）、《身体中的宇宙：探索宇宙、地球与人类进化的共同历史》（The Universe Within: The Deep History of the Human Body）等。